# حارة الحرقان (صنعاء)
الحرقان هي إحدى حارات حي سدس الروض (صنعاء) بمدينة الروضة شمال العاصمة اليمنية "صنعاء"، بلغ تعداد سكانها 1144 نسمة حسب تعداد اليمن لعام 2004.